# Çamlıdere, Pütürge
Çamlıdere là một xã thuộc huyện Pütürge, tỉnh Malatya, Thổ Nhĩ Kỳ. Dân số thời điểm năm 2011 là 83 người.